# Thrypticus willistoni
Thrypticus willistoni är en tvåvingeart som beskrevs av Wheeler 1890. Thrypticus willistoni ingår i släktet Thrypticus och familjen styltflugor. Inga underarter finns listade i Catalogue of Life.